# Killycluggin Stone

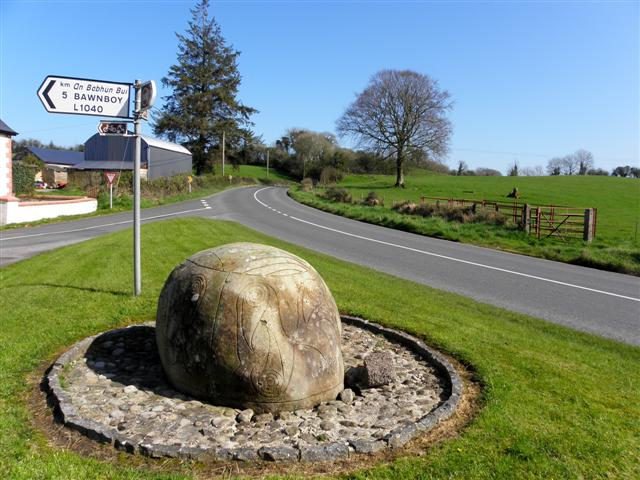
Een ietwat misleidende replica van de Killycluggin Stone

De Killycluggin Stone is een versierde steen, gevonden nabij de stad Killycluggin, County Cavan, in Ierland. Ruwweg kegelvormig en bedekt met La Tène-ontwerpen uit de ijzertijd, werd het in verschillende stukken ontdekt, gedeeltelijk begraven nabij een stenen cirkel uit de bronstijd, waarin het waarschijnlijk ooit heeft gestaan. De steen is nu ondergebracht in het Cavan County Museum, terwijl een onvolmaakte replica ongeveer 300 meter van de oorspronkelijke site in de buurt van de weg staat.
Hoewel de steen nu erg beschadigd is, kan hij worden gereconstrueerd uit de verschillende overgebleven stukken. Hij was minstens 6 voet hoog. Aan de basis van de steen waren vier rechthoekige aangrenzende panelen van 90 cm elk in breedte, dit geeft een omtrek van 3 m 60 cm toen het voor het eerst werd gesneden. De hoogte van elk paneel was ongeveer 75 cm.

## Site en associaties
De steen werd in 1921 gevonden in Killycluggin, County Cavan. De site is op diverse manieren verbonden met St. Patrick. In de buurt is de Tobar Padraig (St. Patricks Bron) en Kilnavert Church, waarvan wordt gezegd dat deze door Patrick is opgericht. De huidige stad Kilnavert heette oorspronkelijk Fossa Slécht of Rath Slécht, waarnaar het wijdere gebied genaamd Magh Slécht is vernoemd.
Het 14e-eeuwse Book of McGovern, geschreven in Magh Slécht, bevat een gedicht waarin staat dat Crom in Kilnavert naast de weg lag en dat de plaatselijke vrouwen altijd beefden van angst als ze langskwamen. Er is nog steeds een lokale traditie in het gebied dat de Killycluggin-steen de Crom-steen is.

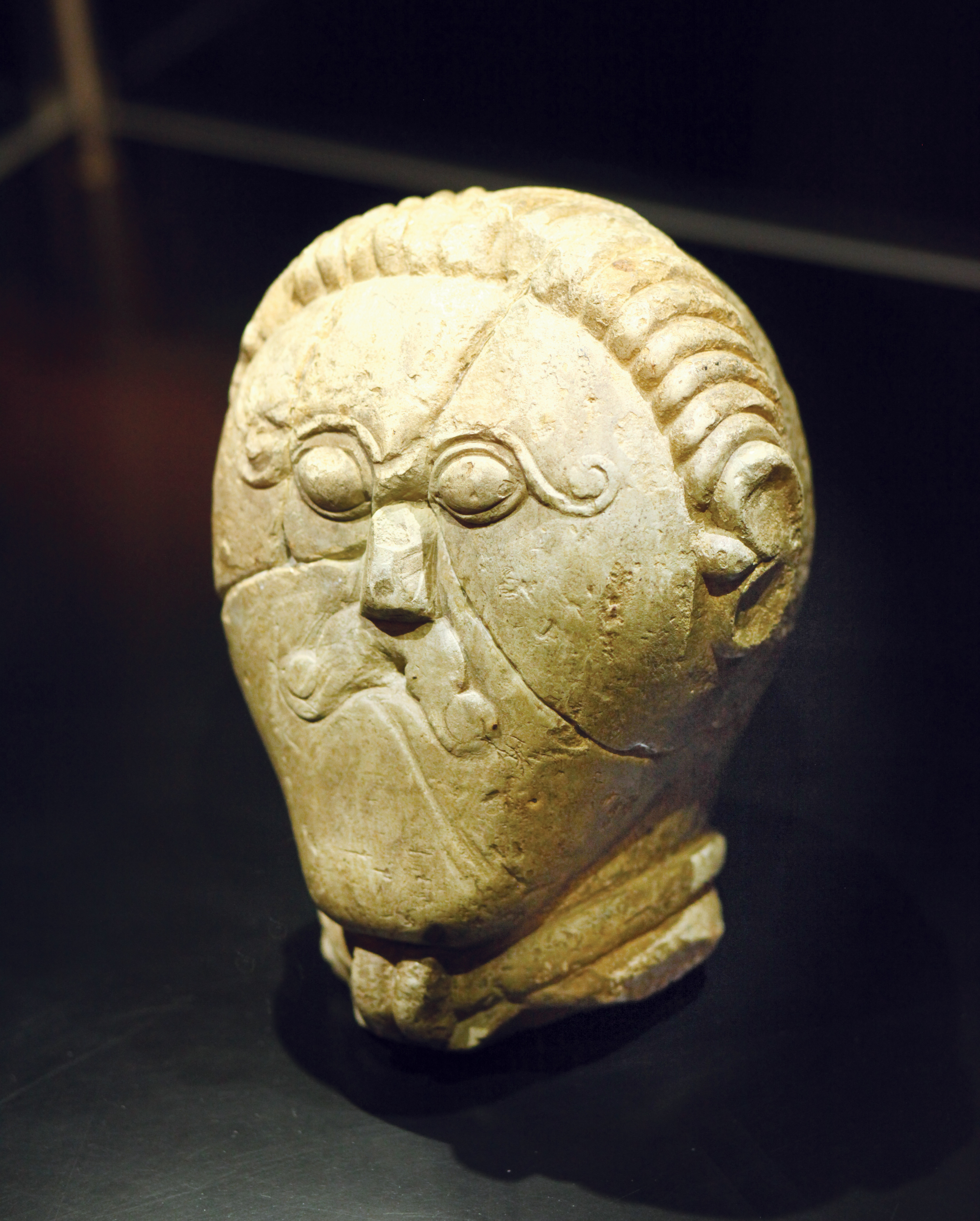
Een ander Keltisch stenen beeldhouwwerk, het Mšecké Žehrovice-hoofd dat in Tsjechië werd gevonden, wordt verondersteld qua type vergelijkbaar te zijn met de uitgehouwen Killycluggin-steen voordat het werd beschadigd.

De Killycluggin-steen is door sommigen geïnterpreteerd als het cultbeeld van de voorchristelijke inheemse god Crom Cruach. O'Kelly noemt dit beeld echter Crom Dubh. Toen het werd uitgegraven en rechtop op zijn platte basis werd geplaatst, bleek het schuin te leunen ten opzichte van de verticaal, wat misschien de naam Crom verklaart, "gebogen, krom".
De bovenkant van de steen heeft een haarmotief dat ook op andere La Tène-sculpturen terug te vinden is, zoals het Keltische heldenhoofd van Mšecké Žehrovice in Tsjechië. De gevolgtrekking is dat de Killycluggin-steen een antropomorfe figuur was met een menselijk gezicht, het deel dat aan stukken werd geslagen. Ondersteuning hiervoor wordt gegeven door:
- Françoise Henry in haar boek Irish Art in the Early Christian Period, p. 11 waarin ze zegt: 'de ornamenten die in de steen van Killycluggin-zijkanten zijn gegraveerd, lijken de rand van een kledingstuk te zijn.'
- De Quarta Vita van Saint Patrick geschreven c. 800 AD stelt: "Maar de demon, die in het afgodsbeeld was en St. Patrick vreesde, draaide de steen naar zijn rechterkant, en het merkteken van de staf blijft nog steeds in zijn linkerkant." Een kegelvormige steen zou geen linker- of rechterkant hebben, tenzij hij een menselijk gezicht had.
- De Vita tripartita Sancti Patricii, geschreven in ca. 1100, stelt: 'Maar de afgod boog zich voorover naar de zonsondergang aan zijn rechterkant, want het was zuidwaarts zijn gezicht, dat wil zeggen naar Tara. En het merkteken van Patricks staf zit nog steeds aan de linkerkant. " Nogmaals deze verwijzing naar een gezicht.
- De metrische Dindsenchas, geschreven in ca. 1160, stelt: "Patrick van Armagh sloeg een voorhamer op Crom van zijn hoofd tot zijn voet: hij verwijderde met ruwe soldatendaad het zwakke beeld dat hier was."
- Door de menselijke figuur ingesneden op de Killinagh Crom Cruaich-steen.[9]
- Het stenen hoofd van Crom in Cloghane, Co. Kerry[10]